# Hazard (2005)
Hazard (jap. ハザード) ist ein japanischer Gangsterfilm von Regisseur Sion Sono aus dem Jahr 2005. Der Film erzählt im dokumentarischen Stil die Geschichte eines zurückhaltenden Japaners in den Vereinigten Staaten, der sich vom einfachen Touristen zu einem kaltblütigen Mörder entwickelt. In Deutschland wird der Film auch unter dem Titel Big Apple auf DVD vertrieben.

## Handlung
Japan, September 1991. Der in sich gekehrte Student Shin’ichi fühlt sich durch sein Alltagsleben eingeengt. Von abenteuerlicher Neugier getrieben, bereist der 20-Jährige in den Semesterferien New York, in der Hoffnung, individuelle Freiheiten kennenzulernen. In der Millionenmetropole, der laut Literatur „gefährlichsten Stadt der Welt“, will er sich zudem den unbekannten Gefahren stellen. Doch bereits kurz nach seiner Ankunft wird er wegen mangelnder Sprachkenntnisse unfreundlich empfangen und seiner wenigen Habseligkeiten beraubt. Ohne Bargeld schlendert er daraufhin orientierungslos durch die Stadt, als er auf die beiden japanischstämmigen Kleinkriminellen Lee und Takeda trifft, denen er sich anschließt. Die beiden Draufgänger gewähren Shin eine Unterkunft und führen ihn alsbald in ihre kriminellen Machenschaften ein, die sich von räuberischen Überfälle bis zu Drogendelikten erstrecken.
Der zurückhaltende Shin ist fasziniert von dem unbeschwerten Leben der beiden Gangster. Die Straftaten wirken wie ein inszeniertes Spiel mit hohem Spaßfaktor, so dass er durch die Bekanntschaft mit den Ganoven zunächst seine Gier nach Nervenkitzel stillt. Nach und nach wird Shin ein Teil der Jugendgang. Die anfängliche Heiterkeit wird jedoch jäh durch einen bewaffneten Konflikt mit der New Yorker Polizei unter Führung des korrupten Polizisten Mike unterbrochen. Dieser versucht die Straftäter nach Einstellung seiner Schmiergeldzuwendungen festzunehmen, woraufhin es zu einer wilden Schießerei mit Todesfolge kommt. Takeda wird tödlich verletzt, Lee festgenommen. Shin bleibt allein auf freiem Fuß. Er wird zum kaltblütigen Mörder, dessen erstes Opfer der zwielichtige Mike wird.
Am Ende des Films reist der nunmehr selbstbewusste, psychisch labile Shin wieder nach Japan. Hier wird er von einer Bande Jugendlicher bedrängt, gegen die er sich erfolgreich behauptet.

## Hintergrund
Der mit 300.000 US-Dollar budgetierte Film wurde an Originalschauplätzen in New York und Japan gedreht. Die Produktion wurde erstmals am 5. November 2005 im Rahmen des Sapporo Film Festivals aufgeführt. Die deutsche DVD-Erstaufführung erfolgte am 19. Juli 2007.

## Kritiken
Das Lexikon des internationalen Films schrieb, die Produktion sei ein „orientierungsloser Film um Jugendkriminalität und fehlgeleitete Abenteuerlust, der sich zu keiner klaren Aussage“ durchringe und „eher klischeehafte Abziehbilder einer desorientierten Generation“ liefere.